# دیالکتیک

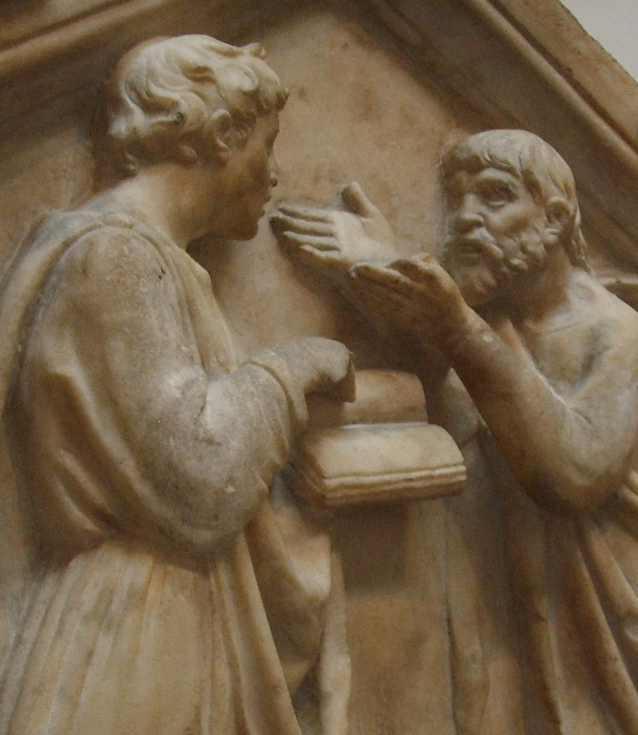
افلاطون و ارسطو مشغول مباحثه، بخشی از نقش برجسته‌ای اثر لوکا دِلا روبیا، ایتالیا، فلورانس، قرن پانزدهم میلادی.

دیالکتیک (به یونانی: διαλεκτική) (به فارسی: پیکار، سگالش یا دویچمگوییک) به معنای مباحثه و مناظره است. دیالکتیک یکی از روش‌های فلسفه و نظریه‌ای دربارهٔ سرشت منطق است. پیشینهٔ روش دیالکتیکی به یونان باستان و به‌طور مشخص به نظریات سقراط بازمی‌گردد.
به بیان ساده، هر گاه، دو دیدگاه فلسفی در تضاد با همدیگر باشند، کُنشی خرَدگرایانه که آن دو را در یک نظریه جدید، جمع کند، رخ می‌دهد که همان دیالکتیک است. از نظر هگل و مارکس این امر، اجباری و ذاتیِ خرَد است.
حدود پنج قرن پیش از میلاد، هراکلیتوس (فیلسوف یونانی)، نخستین کسی بود که این لفظ را به کار برد. او باور داشت که عالم همواره در حال تغییر و حرکت است و هیچ چیز پابرجا نیست.

## دیالکتیکِ سقراطی
دیالکتیک اولین بار توسط سقراط در مقابلِ طرف گفتگوی خود در پیش گرفته‌شد. هدف وی از این روش، رفع اشتباه و رسیدن به حقیقت بود.
روش او بدین‌گونه بود که در آغاز، از مقدمات ساده شروع به پرسش می‌کرد و خود نیز با آنها موافقت می‌کرد و به درستی آن اقرار می‌کرد؛ سپس به تدریج به سؤالات خود ادامه می‌داد تا اینکه بحث را به جایی می‌رساند که طرف مقابلش، دو راه بیشتر نداشت:
- اول اینکه مقدماتی را که پیش از این در آغاز بحث پذیرفته بود، انکار کند.
- یا اینکه پاسخ خود را اصلاح کند.

این روش گفتگو و بحث، امروزه نیز به نام «روش دیالکتیکی» یا «روش سقراطی» معروف است.

## دیالکتیکِ افلاطونی
افلاطون، کلمه دیالکتیک را به روش خاص خود معنا کرد که هدفش دستیابی به شناخت حقیقی بود. به باور او، از راه انتهاج عقلی و همراه با عشق، باید نفس انسانی را به سوی درک کلیات یا مُثُل که حقایق عالمند، راهنمایی کرد. او راه خاص خود را برای کسب این نوع روش و شناخت، دیالکتیک نامید و تمام آثارش را نیز به طریق بحث و گفتگو یا به عبارت دیگر به روش دیالکتیکی نوشت.

## دیالکتیکِ هگلی
هِگِل با تکیه به مفهومی که هراکلیتوس ساخته بود و در ادامهٔ نظریهٔ وی، منطق و روش مخصوص خود را برای کشف حقایق، دیالکتیک نام گذارد. وی، وجود تضاد و تناقص را شرط تکامل فکر و طبیعت می‌دانست و معتقد بود که پیوسته ضدی از ضد دیگری تولید می‌شود.
بالاخره در مکاتب مارکسیسم و لنینیسم، واژه دیالکتیک به معنای حرکت و تحول در تمام جنبه‌های مادی، اجتماعی، اقتصادی، اخلاقی و طبیعی به کار رفت. بدین ترتیب، فلسفه دیالکتیک در این مکاتب چیزی جز مطالعه طبیعت و جامعهٔ در حال دگرگونی نیست.
مارکس و انگلس نظرات مادی خود را براساس منطق هگل تشریح و تبیین کردند و از همین‌جا بود که ماتریالیسم دیالکتیک به وجود آمد. در حقیقت، ماتریالیسم دیالکتیک، ترکیبی است از فلسفه مادی قرن هجدهم و منطق هگل که مارکس و انگلس این دو را به یکدیگر مرتبط کردند.